# Placówka Straży Granicznej w Jeleniej Górze
Placówka Straży Granicznej w Jeleniej Górze – graniczna jednostka organizacyjna polskiej straży granicznej realizująca zadania w ochronie granicy państwowej.

## Formowanie i zmiany organizacyjne
Placówka Straży Granicznej w Jeleniej Górze (PSG w Jeleniej Górze) została powołana 1 lipca 2009 roku po połączeniu placówek SG w Jakuszycach i Lubawce w strukturach Łużyckiego Oddziału Straży Granicznej.
1 października 2009 roku Placówka SG w Jeleniej Górze zmieniła swoją podległość i weszła w struktury Sudeckiego Oddziału Straży Granicznej, to efekt „Koncepcji funkcjonowania Straży Granicznej w latach 2009–2015”, gdzie  pierwszy jej etap przebiegał na granicy zachodniej.
10 grudnia 2009 roku powołano Grupę Zamiejscową w Legnicy z tymczasową siedzibą w komisariacie przy ul. Staffa, podlegającą pod PSG w Jeleniej Górze, którą w 2010 roku podporządkowano Placówce SG w Lubaniu .
1 kwietnia 2011 roku Placówka Straży Granicznej w Wałbrzychu została zniesiona, a w jej miejsce utworzono Grupę Zamiejscową w Wałbrzychu, z siedzibą w dotychczasowym miejscu i została włączona do struktury etatowej Placówki SG w Jeleniej Górze. 
15 listopada 2013 roku Sudecki Oddział SG został zniesiony. Jego kompetencje oraz zasięg terytorialny przejął Nadodrzański Oddział Straży Granicznej w Krośnie Odrzańskim i w którego podległość weszła Placówka SG w Jeleniej Górze.

## Ochrona granicy

### Terytorialny zasięg działania
Stan z 2 grudnia 2016
Obszar działania Placówki Straży Granicznej w Jeleniej Górze obejmuje obszar:
- od znaku granicznego nr III/204/3 do zn. gran. nr IV/58
- lotnicze przejście graniczne Jelenia Góra.

Linia rozgraniczenia:
1. z placówką Straży Granicznej w Kłodzku: włączony znak graniczny nr III/204/3, dalej granicą gmin Nowa Ruda i Głuszyca, Nowa Ruda i Walim oraz Pieszyce i Walim
2. z placówką Straży Granicznej w Zgorzelcu: wyłączony znak graniczny nr IV/58, dalej granicą gmin: Szklarska Poręba i Mirsko raz Stara Kamienica i Mirsk

Poza strefą nadgraniczną obejmuje powiaty: jaworski, świdnicki, złotoryjski, z powiatu wałbrzyskiego gminy: Stare Bogaczowice, Szczawno–Zdrój (g.m.), z powiatu kamiennogórskiego gmina: Marciszów, z powiatu jeleniogórskiego gminy: Jeżów Sudecki, Janowice Wielkie.
W zakresie odprawy granicznej na lotniskach: Województwo dolnośląskie – powiaty: zgorzelecki, bolesławiecki, lubański, lwówecki, jeleniogórski, złotoryjski, jaworski, świdnicki, wałbrzyski, kamiennogórski, kłodzki.
Stan z 6 lipca 2011
Obszar działania Placówki Straży Granicznej w Jeleniej Górze obejmował obszar:
- od zn. gran. nr III/204/3 do zn. gran. nr IV/58.

Linia rozgraniczenia:
1. z placówką Straży Granicznej w Kłodzku: włącznie znak graniczny nr III/204/3, dalej granicą gmin Nowa Ruda i Pieszyce oraz Głuszyca i Walim}.
2. z placówką Straży Granicznej w Lubaniu: wyłącznie znak graniczny nr IV/58, dalej granicą gmin Szklarska Poręba i Stara Kamienica oraz Mirsk.

Poza strefą nadgraniczną obejmował powiaty: jaworski, średzki, świdnicki, z powiatu wrocławskiego gminy: Sobótka, Mietków, Kąty Wrocławskie, z powiatu wałbrzyskiego gminy: Stare Bogaczowice, Szczawno-Zdrój, z powiatu kamiennogórskiego gmina Marciszów, z powiatu jeleniogórskiego gminy: Jeżów Sudecki, Janowice Wielkie, z powiatu złotoryjskiego gminy: Świerzawa, Wojcieszów.

## Placówki sąsiednie
- Placówka Straży Granicznej w Kłodzku ⇔ Placówka Straży Granicznej w Lubaniu – 2011
- Placówka Straży Granicznej w Kłodzku ⇔ Placówka Straży Granicznej w Zgorzelcu – 2016.

## Komendanci placówki
- ppłk SG Lesław Siwka (01.08.2018}[11]–obecnie).